# Yuri Ozerov
Yury Viktorovich Ozerov (cirílico: Юрий Викторович Озеров) foi um basquetebolista russo que integrou a Seleção Soviética na conquista das Medalhas de Prata nos XV Jogos Olímpicos de Verão em 1952 em Helsínquia e nos XVI Jogos Olímpicos de Verão em 1956 em Melbourne. Participou também de três EuroBaskets onde conquistou duas Medalhas de Ouro em 1953 e 1957.